# Памятник Славы воинов 2-й гвардейской армии
Памятник Славы воинов 2-й гвардейской армии — памятник в Севастополе на Северной стороне, посвященный воинам 2-й гвардейской армии, которые 9 мая 1944 года отвоевали Северную сторону и, форсировав Севастопольскую бухту отвоевали Севастополь.
Уже 15 мая на мысе Кордон, где некогда располагался 28-й пост таможенной (пограничной) стражи, воины 2-й гвардейской армии заложили памятник. Вместе с ними работали почти все жители Северной стороны. Проект памятника разработал участник боев за Севастополь, Константин Алексеевич Чанкветадзе, увековечив высотой обелиска — 1944 см — год отвоевания города.
Памятник открыт 27 мая 1944 года. На памятнике помещены Приказ Верховного Главнокомандующего с объявлением благодарности войскам 4-го Украинского фронта об освобождении Севастополя и посвящённые им тексты: «В груди великого города будет вечно биться сердце русской славы» и «Героям гвардейцам Севастополя 9 мая 1944 от бойцов, сержантов, офицеров и генералов 2-й гвардейской армии». Обелиск увенчан макетом ордена Славы. По углам стилобат, на котором стоит памятник, установлены четыре обелиска меньшего размера. В 1993 году памятник Славы был отреставрирован по проекту архитектора Н. Холодилова.
Возле памятника есть братская могила, в которой похоронены герои Советского Союза: К. Г Висовин, И В Дубинин, Я. А. Романов, А. Н. Соценко, погибшие 9 мая 1944 года.